# Air Kruise
Air Kruise est une compagnie aérienne britannique établie dans le Kent en 1946. Commençant avec des avions légers pour des vols charters, elle s'agrandit pour inclure des services réguliers vers le continent. Elle est absorbée par Silver City Airways en 1957. 

## Histoire

### Création

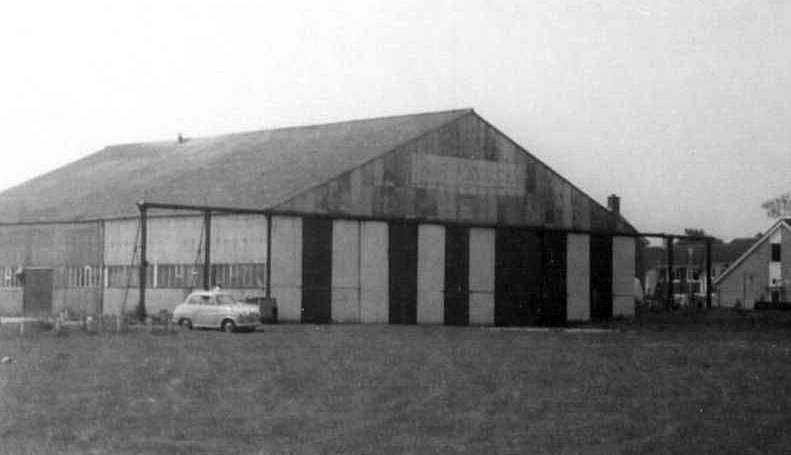
Le hangar principal de l'aéroport de Ramsgate avec le logo Air Kruise encore visible.

Le chef d'escadron Hugh Kennard DFC quitte la Royal Air Force (RAF) en 1946 et devient directeur de Silver City Airways, il crée sa propre entreprise, officiellement nommée Air Kruise (Kent) Ltd. 
Le premier avion d'Air Kruise est un Miles M.38 Messenger 2A, le premier exemplaire civil du modèle à être produit après la Seconde Guerre mondiale, il est livré à la base de Kennard à l'aéroport de Lympne, dans le Kent, en août 1946. Il est utilisé pour les charters et les vols de tourisme. Au cours des années suivantes, la flotte se développe d'abord avec un Airspeed Consul, d'autres appareils légers et, à partir de 1950, avec des De Havilland Dragon Rapides . 
Avec les De Havilland DH.89 Dragon Rapide, en août 1950, Air Kruise commence des services passagers réguliers de Lympne à l'aéroport du Touquet-Côte d'Opale, en France, opérés comme Trans-Channel Air Services en association avec British European Airways (BEA). 
En juin 1952, Air Kruise prend un bail de 21 ans sur l'aéroport de Ramsgate (en). Le terminal est réparé après les dommages causés par la guerre et le hangar est agrandi. L'aéroport est rouvert le 27 juin 1953 et il devient la base principale d'Air Kruise, tandis que certaines opérations sont restées à Lympne. 
Au cours des saisons 1952 et 1953, la route Lympne - Le Touquet fonctionne sous le nom de Trans Channel Airways,. Cela est étendu à Ramsgate lors de sa réouverture. Air Kruise obtient une licence pour exploiter une route de saison estivale de Lympne ou Ramsgate à Birmingham, et ils choisissent Ramsgate. 
L'aéroport de Lympne en 1953 appartient au ministère britannique de l'aviation civile. Cela ne résout pas le gros problème de l'aérodrome, le terrain boueux qui cause le blocage des avions. Silver City, qui est de loin le principal utilisateur de l'aéroport avec son service de Bristol Freighter, décide de construire son propre aérodrome à Lydd. Sept mois seulement après cette décision, Ferryfield, le nouvel aéroport ouvre ses portes le 13 juillet 1954, certaines des opérations de la compagnie aérienne quittant immédiatement Lympne. 
Le 1er mai 1954, Air Kruise est reprise par British Aviation Services (en) (BAS), sous le nom de Britavia, propriétaire de Silver City Airlines. Air Kruise a garde sa propre identité en tant que division passagers de Silver City. Elle déplace toutes ses opérations de Lympne à Lydd. Elle commence à exploiter des avions Douglas C-47 Skytrain et, à l'été 1955, sous le nom de Trans Channel Airways, exploite deux liaisons quotidiennes, Lydd - Le Touquet (six vols aller-retour par jour) et Lydd - Ostende, Belgique (trois retours par jour). 
Une opération d'affrètement d'Air Kruise au cours de cette période est le tout premier vol voyage à forfait sous licence depuis l'aéroport de Manchester. Le 29 mai 1955, elle exploite le DC-3 G-AMYV à Ostende, le premier vol de ce qui devient la principale source d'activité de l'aéroport de Manchester. 
En septembre 1955, Air Kruise passe une commande provisoire de six Handley Page Dart Herald. Après le rachat de Britavia, aucun n'est livré. 
En 1957, Air Kruise exploite un itinéraire appelé Blue Arrow entre Lydd et l'aéroport de Lyon-Bron dans le cadre d'un ensemble autocars-rail entre Londres et le sud de la France. Le 26 avril de la même année, un Dragon Rapide est acquis par Air Kruise ( Ireland ) Ltd à Killarney et inscrit au registre irlandais. Cela semble avoir été une entreprise infructueuse, car l'avion est restitué au registre britannique le 1er juillet de la même année.

### Silver City reprend Air Kruise
Le 28 octobre 1957, Air Kruise rejoint officiellement la flotte de Silver City. Le commandant de l'escadre Kennard devient directeur général adjoint de Silver City. La flotte est repeinte aux couleurs de la Silver City. L'exploitation de l'aéroport de Ramsgate est reprise par Skyflights Ltd au printemps 1958.

## Détail de la flotte
Y compris les avions immatriculés auprès d'Air Kruise et de Hugh Kennard,,. 
Airspeed AS.65 Consul
G-AIUS du 1er janvier 1947 au 8 mars 1948
Auster J / 1 Autocrat
G-AIRC du 5 mai 1950 au 6 novembre 1957
G-AIZZ du 21 septembre 1949 au 20 avril 1961
Bristol Freighter
Mk 21
G-AIFM du 7 janvier 1956 au 28 octobre 1957
G-AIME du 9 février 1956 au 28 octobre 1957
Mk 21E
G-AHJI du 21 décembre 1955 au 28 octobre 1957
De Havilland DH.89 Dragon Rapide
G-AESR du 18 mars 1953 au 22 juillet 1956
G-AEWL du 13 avril 1950 au 24 novembre 1955
G-ALWK du 21 août 1951 au 15 avril 1957
EI-AJO Air Kruise (Ireland) Ltd du 26 avril 1957 au 1er juillet 1957
Douglas DC-3
C-47A
G-ANLF du 20 avril 1955 au 28 octobre 1957
C-47B
G-AMYV du 1er février 1956 au 28 octobre 1957
G-AMYX du 20 janvier 1956 au 28 octobre 1957
G-AMZB du 6 novembre 1956 au 28 octobre 1957
C-53D
G-AOBN du 20 avril 1955 au 28 octobre 1957
Miles M.14A Hawk Trainer 3
Inconnu 1951 
Miles M.38 Messenger 2A
G-AHZS du 19 juillet 1946 au 22 mai 1964
Miles M.65 Gemini 1A (en)
G-AJWH du 31 janvier 1951 au 4 novembre 1957
Percival Proctor
Inconnu 1949 
Percival Q.6 Petrel (en)
G-AFIX du 1er octobre 1946 au 21 novembre 1946